# Великоокі акули
Великоокі акули (Hemigaleidae) — родина акул ряду Кархариноподібні. Має 4 роди, 8 видів.

## Опис
Загальна довжина представників цієї родини коливається від 0,48 до 2,4 м. Голова помірно довга. Очі дуже великі, овальні, з мигальною перетинкою. Звідси походить назва цих акул. За ними розташовані маленькі бризкальця. Рот довгий або невеликий. Кількість зубів від 25 до 38 на верхній щелепі, та від 27 до 52 — на нижній. На верхній щелепі зуби широкі, зігнуті. На нижній щелепі зуби довгі та вузькі (іноді товсті), у низки видів вони зігнуті або гакоподібні. У неї 5 пар довгих зябрових щілин. Тулуб стрункий, тонкий. Осьовий скелет налічує від 110 до 135 хребця. Грудні плавці довгі або широкі й серпоподібні. Має 2 спинних плавця, при цьому передній значно більше за передній. Спинні плавці можуть бути серпоподібної форми. Хвостовий плавець має видовжену верхню лопать. Анальний плавець трохи більше або дорівнює задньому спинному плавцю.
Забарвлення сіре, сіре-бронзове, сіро-коричневе. Черево має білий, попелясто-білий колір. У деяких видів присутні темні плями на спинних плавцях. Іноді з боків присутні білі плямочки або жовті смуги.

## Спосіб життя
Тримаються на глибині від 20 до 170 м. Воліють шельфові області, прибережні лагуни та бухти, але можуть зустрічатися далеко від берега. Полюбляють переважно мешкати біля дна. Живиться костистою та хрящовою рибою, головоногими молюсками (кальмарами, восьминогами, каракатицями), ракоподібними, морськими червами, личинками морських тварин.
Статева зрілість настає при розмірах від 70 до 120 см. Це яйцеживородна акула. Вагітність триває 6 місяців. Самиці народжує від 2 до 19 акуленят завдовжки від 20 до 50 см.
Є об'єктом приватної риболовлі. М'ясо, печінка та плавці цих акул вживаються в їжу.
Не являють небезпеки для людини.

## Розповсюдження
Мешкає від західної, південної й східної Африки, Червоного моря, Перської затоки до Таїланду, Малайського архіпелагу, від Малайзії до південно-західного узбережжя Китаю, Філіппін та Корейського півострова. Також зустрічаються біля північного, північно-східного та західного узбережжя Австралії.

## Роди та види
- Chaenogaleus (Gill, 1862)
  - Chaenogaleus macrostoma (Girard, 1855)
- Hemigaleus (Bleeker, 1852)
  - Hemigaleus australiensis (White, Last & Compagno, 2005)
  - Hemigaleus microstoma (Bleeker, 1852)
- Hemipristis (Agassiz, 1843)
  - Hemipristis elongata (Klunzinger, 1871)
- Paragaleus (Budker, 1935)
  - Paragaleus leucolomatus (Compagno & Smale, 1985)
  - Paragaleus pectoralis (Garman, 1906)
  - Paragaleus randalli (Compagno, Krupp & Carpenter, 1996)
  - Paragaleus tengi (Chen, 1963)